# IEEE 754-2008
Der Standard IEEE 754-2008, der frühere Arbeitstitel lautete IEEE 754r, ist eine Überarbeitung des erstmals 1985 von dem ANSI und IEEE gemeinsam verabschiedeten Gleitkommastandards IEEE 754. Der originale Standard und seine internationale Fassung (IEC-60559:1989) waren sehr erfolgreich und wurden in zahlreiche Prozessoren und Programmiersprachen übernommen. 
Die Diskussion über die 2008er-Ausgabe begann im Jahr 2001; im Juni 2008 wurde der Standard angenommen und im August 2008 verabschiedet. 
Die nochmals überarbeitete Ausgabe des Standards, IEEE 754-2019, hat sich gegenüber 2008 nur geringfügig geändert – sie enthält hauptsächlich Klarstellungen, behebt erkannte Probleme und empfiehlt zusätzliche Rechenoperationen.

## Hauptziele
Die Hauptziele des verabschiedeten Standards können aufgeteilt werden in
- das Zusammenführen von IEEE 754 und IEEE 854,
- die Reduktion von Implementierungsalternativen,
- die Entfernung von Mehrdeutigkeiten der bisherigen IEEE 754,
- ein zusätzliches kumulierendes Produkt fused multiply-add: FMA(A,B,C) = A·B + C,
- neben einfacher und doppelter auch Arithmetik mit halber und vierfacher Genauigkeit (zusätzlich zu 32 und 64 Bit auch 16 und 128 Bit),
- die von der Finanzwirtschaft als notwendig erachteten Dezimalformate (IEEE 854),
- weitere variable Formate und Austauschformate,
- min und max mit Spezifikationen für die Spezialfälle ±0 und ±∞, sowie
- Kosmetik: „denormalisiert“ heißt ab sofort „subnormal“.

Der Standard soll Formate und Methoden für Gleitkommaarithmetik sowie eine Mindestqualität definieren.

## Formate
Formate umfassen Gleitkommazahlen mit halber (16 Bit), einfacher (32 Bit), doppelter (64 Bit) sowie vierfacher (128 Bit) Genauigkeit. Das Halbformat stellt ein standardisiertes Minifloat dar.
Ergänzt werden die Grundformate durch erweiterte (extended) und erweiterbare (neu!) Langzahl-Formate. Ebenfalls neu aufgenommen wurden Datenaustauschformate.
Neben der 16/32/64/128-Bit-Darstellungen sind Darstellungen mit einem Vielfachen von 32 Bit definiert.
Dicht gepackte Dezimalformate (DFP, 3 Ziffern in 10 Bit) sind ebenfalls dazugekommen. Sie weichen von klassischen einzelzifferbasierten BCD-Formaten folgendermaßen ab:
- Die Kapazität der nutzbaren Bits wird gut ausgenutzt, da 3 Dezimalziffern (000...999, 1000 genutzte Werte) in jeweils 10 Bit (0...1023, 1024 mögliche Werte) gespeichert werden. Eine solche Gruppe heißt Declet. Der Verschnitt ist gegenüber klassischen BCD-Zahlen deutlich kleiner. Die letzte Spalte der Tabelle enthält den Informationsgehalt in Bit, der nur geringfügig geringer ist als der Speicherplatz (bei d=7 Mantissenziffern und einem Exponentenwertebereich von emin - emax unter Berücksichtigung der Vorzeichenbits {\displaystyle 1+d\cdot \log _{2}10+\log _{2}(e_{\text{max}}-e_{\text{min}})}).
- Die Verarbeitung der Dezimalziffern in Dreiergruppen kommt der üblichen Gruppierungsgewohnheit (23 223 456; 24 W, 24 kW, 24 MW) entgegen.
- Die Zahl 0 hat auch das Bitmuster „0000…0“. Allerdings hat 0 eine relativ große Kohorte.
- Die Zahlen 0 bis 9 eines Declets haben in den 6 führenden Bits eine 0.
- Die Zahlen 10 bis 99 eines Declets haben in den 3 führenden Bits eine 0.
- Ungerade Zahlen in Declets können mit Hilfe eines einzelnen Bits erkannt werden.
- Die 24 unbenutzten Bitmuster ddx11x111x mit dd = 01, 10 oder 11 können leicht identifiziert werden.
- Die so mit Declets gepackten Zahlen (Densely Packed) sind nicht mehr binär sortierbar, im Gegensatz zu „klassischen BCD-Formaten“.
- Statt Speicherung in Declets kann die Mantisse auch ganzzahlig binär in einem gleich großen Bitfeld gespeichert werden. Die Bitfeldaufteilung ist im Kombinationsfeld dann anders.
- Eine Zahl ist nicht eindeutig; mehrere Bitmuster können dieselbe Zahl bezeichnen. Die Menge der Bitmuster einer Zahl heißt Kohorte. Innerhalb einer Kohorte wurde jedoch jeweils eine kanonische Darstellung festgelegt.

Signaling NaNs wurden zur Streichung vorgeschlagen (3. Februar 2003), später aber wieder in den Vorschlag aufgenommen (21. Februar 2003).
Eine Signaling NaN ist eine NaN mit gesetztem Bit 7.
Darstellungen von {\displaystyle \pm \infty } existieren und sind leicht erkennbar.
| Typ               | Spei- cher- bedarf | Mantisse             | Mantisse                                   | Exponent         | Exponent     | Exponent     | Exponent     | Exponent                                    | Infor- mations- gehalt in Bit |
| Typ               | Spei- cher- bedarf | Bits m               | effektive Bits einer normalisierten Zahl p | Bits e           | Wertebereich | Wertebereich | Wertebereich | Werte der Kohorte einer normalisierten Zahl | Infor- mations- gehalt in Bit |
| Typ               | Spei- cher- bedarf | Bits m               | effektive Bits einer normalisierten Zahl p | Bits e           | emin         | emax         | Bias         | Werte der Kohorte einer normalisierten Zahl | Infor- mations- gehalt in Bit |
| ----------------- | ------------------ | -------------------- | ------------------------------------------ | ---------------- | ------------ | ------------ | ------------ | ------------------------------------------- | ----------------------------- |
|                   |                    |                      |                                            |                  |              |              |              |                                             |                               |
| b16 (half)        | 016 Bit            | 010                  | 011                                        | 05               | 0−14         | 015          | 015          | 1 ≤ E ≤ 30                                  | 016                           |
| b32 (single)      | 032 Bit            | 023                  | 024                                        | 08               | 0−126        | 0127         | 0127         | 1 ≤ E ≤ 254                                 | 032                           |
| b64 (double)      | 064 Bit            | 052                  | 053                                        | 11               | 0−1.022      | 01.023       | 01.023       | 1 ≤ E ≤ 2.046                               | 064                           |
| b128 (quadruple)  | 128 Bit            | 112                  | 113                                        | 15               | 0−16.382     | 016.383      | 016.383      | 1 ≤ E ≤ 32.766                              | 128                           |
| b256 (octuple)    | 256 Bit            | 236                  | 237                                        | 19               | −262.142     | 262.143      | 262.143      | 1 ≤ E ≤ 524.286                             | 256                           |
| k = 32j mit j ≥ 4 | 0k Bit             | k + 12 − rnd(4·ld k) | k + 13 − rnd(4·ld k)                       | rnd(4·ld k) − 13 | 1 − emax     | 2k−p−1 − 1   | emax         | 1 ≤ E ≤ 2·emax                              | 0k                            |
|                   |                    |                      |                                            |                  |              |              |              |                                             |                               |
| d32               | 032 Bit            | (a)20+5              | 7 Ziffern                                  | 06               | 0−95         | 096          | 0101         |                                             | 031,83                        |
| d64               | 064 Bit            | 50+5                 | 16 Ziffern                                 | 08               | 0−383        | 0384         | 0398         |                                             | 063,73                        |
| d128              | 128 Bit            | 110+5                | 34 Ziffern                                 | 12               | −6.143       | 6.144        | 6.176        |                                             | 127,53                        |
| d32k mit k ≥ 1    | 32k Bit            | 30k−10+5             | 9k − 2 Ziffern                             | 2k + 4           | 1 − emax     | 3·22k+3      | emax+p−2     |                                             | 031,9k−0,07                   |

- in den 20 Bits werden 6 Dezimalstellen der Mantisse gespeichert (3 Stellen in jeweils 10 Bit)
- in den  5 übrigen Bits wird gespeichert:
  -   eine weitere Dezimalstelle der Mantisse (ergibt 10 Möglichkeiten)
  -   der Rest des Exponents bei Division durch 3 (der Quotient selbst wird in den Bits e gespeichert) (ergibt 30 Möglichkeiten)
  -   Signalisierungen für ±NANs und ±INFs (ergibt 32 Möglichkeiten)

## Rundungen
Zu den vier alten IEEE-754-Rundungen kommt eine zusätzliche hinzu, so dass folgende Rundungen gefordert werden:
- vergrößernd (in Richtung +unendlich)
- verkleinernd (in Richtung −unendlich)
- betragsverkleinernd (in Richtung 0)
- bestmöglich und in der Mitte zur nächsten geraden Zahl (to next or to even)
- bestmöglich und in der Mitte betragsvergrößernd (to next – zwar neu in IEEE 754r, aber eigentlich nur die klassische Handrechnungsrundung)

Die IEEE 754-Rundung (next even) wurde schon von Carl Friedrich Gauß vorgeschlagen und vermeidet ein statistisches Ungleichgewicht bei längeren Rechnungen zu größeren Zahlen hin.

## Ausnahmen
Ausnahmebedingungen und Ausnahmebehandlung werden spezifiziert.
Neue Funktionen sind Prädikatfunktionen (größer gleich) und Operatoren für Maximum und Minimum. Hier wird vor allem über die Ergebnisse bei den Sonderwerten (NaN, Inf) diskutiert.

## Dezimalkodierungen
| DPD     | Größe für äquivalente Packed BCD  | Gewinn     |
| ------- | --------------------------------- | ---------- |
| 032 Bit | 07×4 + 07,58 + 1 Bit = 036,58 Bit | 0+4,48 Bit |
| 064 Bit | 16×4 + 09,58 + 1 Bit = 074,58 Bit | +10,48 Bit |
| 128 Bit | 34×4 + 13,58 + 1 Bit = 150,58 Bit | +22,48 Bit |

Die primäre Idee hinter der dicht gepackten Dezimaldarstellung ist, dass diese mit extrem wenig (Gatter-)Aufwand in eine klassische BCD-Darstellung für die Mantisse sowie einen binären Exponenten umkodiert werden kann, aber gleichzeitig den Speicherplatz so effizient wie möglich ausnutzt. Die eigentliche Verarbeitung findet dann im klassischen BCD-Format statt, nur beim Lesen und Schreiben von Registern ist eine Umkodierung erforderlich.
Die Kodierung von 32-Bit-, 64-Bit- und 128-Bit-dezimalkodierten Zahlen erfolgt nach folgendem Schema.
Für längere Dezimalkodierungen werden für jedes weitere 32-Bit-Wort dem Exponenten 2 Bit und der Mantisse 30 Bit (3× 10 Bit) zugeschlagen, so dass unter Beibehaltung des 5-Bit-Kombinationsfeldes der Wertebereich des Exponenten sich vervierfacht und die Mantisse weitere neun Ziffern erhält.
| Format     | Vorzeichen            | Kombinationsfeld                  | Kombinationsfeld                  | restl. Exponent  | restliche Mantisse                                                        | restliche Mantisse                                                        | restliche Mantisse                                                        | restliche Mantisse                                                        | restliche Mantisse                                                        | restliche Mantisse                                                        | restliche Mantisse                                                        | restliche Mantisse                                                        | restliche Mantisse                                                        |
| ---------- | --------------------- | --------------------------------- | --------------------------------- | ---------------- | ------------------------------------------------------------------------- | ------------------------------------------------------------------------- | ------------------------------------------------------------------------- | ------------------------------------------------------------------------- | ------------------------------------------------------------------------- | ------------------------------------------------------------------------- | ------------------------------------------------------------------------- | ------------------------------------------------------------------------- | ------------------------------------------------------------------------- |
| 032 Bit    | 1 Bit                 | 5 Bits                            | 5 Bits                            | 06 Bits          | 020 Bits                                                                  | 020 Bits                                                                  | 020 Bits                                                                  | 020 Bits                                                                  | 020 Bits                                                                  | 020 Bits                                                                  | 020 Bits                                                                  | 020 Bits                                                                  | 020 Bits                                                                  |
| 032 Bit    | s                     | m m m m m                         | m m m m m                         | xxxxxx           | bbbbbbbbbb bbbbbbbbbb                                                     | bbbbbbbbbb bbbbbbbbbb                                                     | bbbbbbbbbb bbbbbbbbbb                                                     | bbbbbbbbbb bbbbbbbbbb                                                     | bbbbbbbbbb bbbbbbbbbb                                                     | bbbbbbbbbb bbbbbbbbbb                                                     | bbbbbbbbbb bbbbbbbbbb                                                     | bbbbbbbbbb bbbbbbbbbb                                                     | bbbbbbbbbb bbbbbbbbbb                                                     |
| 064 Bit    | 1 Bit                 | 5 Bits                            | 5 Bits                            | 08 Bits          | 050 Bits                                                                  | 050 Bits                                                                  | 050 Bits                                                                  | 050 Bits                                                                  | 050 Bits                                                                  | 050 Bits                                                                  | 050 Bits                                                                  | 050 Bits                                                                  | 050 Bits                                                                  |
| 064 Bit    | s                     | m m m m m                         | m m m m m                         | xxxxxxxx         | bbbbbbbbbb bbbbbbbbbb bbbbbbbbbb bbbbbbbbbb bbbbbbbbbb                    | bbbbbbbbbb bbbbbbbbbb bbbbbbbbbb bbbbbbbbbb bbbbbbbbbb                    | bbbbbbbbbb bbbbbbbbbb bbbbbbbbbb bbbbbbbbbb bbbbbbbbbb                    | bbbbbbbbbb bbbbbbbbbb bbbbbbbbbb bbbbbbbbbb bbbbbbbbbb                    | bbbbbbbbbb bbbbbbbbbb bbbbbbbbbb bbbbbbbbbb bbbbbbbbbb                    | bbbbbbbbbb bbbbbbbbbb bbbbbbbbbb bbbbbbbbbb bbbbbbbbbb                    | bbbbbbbbbb bbbbbbbbbb bbbbbbbbbb bbbbbbbbbb bbbbbbbbbb                    | bbbbbbbbbb bbbbbbbbbb bbbbbbbbbb bbbbbbbbbb bbbbbbbbbb                    | bbbbbbbbbb bbbbbbbbbb bbbbbbbbbb bbbbbbbbbb bbbbbbbbbb                    |
| 128 Bit    | 1 Bit                 | 5 Bits                            | 5 Bits                            | 12 Bits          | 110 Bits                                                                  | 110 Bits                                                                  | 110 Bits                                                                  | 110 Bits                                                                  | 110 Bits                                                                  | 110 Bits                                                                  | 110 Bits                                                                  | 110 Bits                                                                  | 110 Bits                                                                  |
| 128 Bit    | s                     | m m m m m                         | m m m m m                         | xxxxxxxxxxxx     | bbbbbbbbbb bbbbbbbbbb bbbbbbbbbb bbbbbbbbbb bbbbbbbbbb bbbbbbbbbb         | bbbbbbbbbb bbbbbbbbbb bbbbbbbbbb bbbbbbbbbb bbbbbbbbbb bbbbbbbbbb         | bbbbbbbbbb bbbbbbbbbb bbbbbbbbbb bbbbbbbbbb bbbbbbbbbb bbbbbbbbbb         | bbbbbbbbbb bbbbbbbbbb bbbbbbbbbb bbbbbbbbbb bbbbbbbbbb bbbbbbbbbb         | bbbbbbbbbb bbbbbbbbbb bbbbbbbbbb bbbbbbbbbb bbbbbbbbbb bbbbbbbbbb         | bbbbbbbbbb bbbbbbbbbb bbbbbbbbbb bbbbbbbbbb bbbbbbbbbb bbbbbbbbbb         | bbbbbbbbbb bbbbbbbbbb bbbbbbbbbb bbbbbbbbbb bbbbbbbbbb bbbbbbbbbb         | bbbbbbbbbb bbbbbbbbbb bbbbbbbbbb bbbbbbbbbb bbbbbbbbbb bbbbbbbbbb         | bbbbbbbbbb bbbbbbbbbb bbbbbbbbbb bbbbbbbbbb bbbbbbbbbb bbbbbbbbbb         |
|            | 0: positiv 1: negativ | Kodierung der MSBs nach Tabelle 1 | Kodierung der MSBs nach Tabelle 1 | binäre Kodierung | Jedes Declet ist nach Tabelle 2 kodiert und liefert drei weitere Ziffern. | Jedes Declet ist nach Tabelle 2 kodiert und liefert drei weitere Ziffern. | Jedes Declet ist nach Tabelle 2 kodiert und liefert drei weitere Ziffern. | Jedes Declet ist nach Tabelle 2 kodiert und liefert drei weitere Ziffern. | Jedes Declet ist nach Tabelle 2 kodiert und liefert drei weitere Ziffern. | Jedes Declet ist nach Tabelle 2 kodiert und liefert drei weitere Ziffern. | Jedes Declet ist nach Tabelle 2 kodiert und liefert drei weitere Ziffern. | Jedes Declet ist nach Tabelle 2 kodiert und liefert drei weitere Ziffern. | Jedes Declet ist nach Tabelle 2 kodiert und liefert drei weitere Ziffern. |
| Vorzeichen | Ziffer 1              | Expon. MSB                        | Expon. LSB                        | Ziffer 2         | Ziffer 3                                                                  | Ziffer 4                                                                  | Ziffer 5                                                                  | Ziffer 6                                                                  | Ziffer 7                                                                  | Ziffer 8                                                                  | Ziffer 9                                                                  | ...                                                                       |                                                                           |

Die Zahl besteht aus
- einem Vorzeichen: dieses wird im Vorzeichenbit s gespeichert.
- einem Exponenten, der seinen Wertebereich von emin ... emax unter Zuhilfenahme eines Bias auf die Werte 0 ... 3 · 2e − 1 = (0 ... 2) · 2e + (0 ... 2e − 1) abbildet. Die oberen drei Zustände werden im Kombinationsfeld, die restlichen e Bit binär im restlichen Exponenten gespeichert.
- einer Mantisse, die aus p = 3 · n + 1 Ziffern besteht. Die höchstwertige Ziffer wird im Kombinationsfeld, die restlichen 3 · n Ziffern werden in Dreiergruppen in der restlichen Mantisse gespeichert.

Zur Dekodierung und Kodierung werden folgende Kodiertabellen benötigt:
| Kombinationsfeld | Kombinationsfeld | Kombinationsfeld | Kombinationsfeld | Kombinationsfeld |      | MSBs des | MSBs des | Kod. Wert       | Beschreibung |
| m4               | m3               | m2               | m1               | m0               | Exp. | Mant.    |          | Kod. Wert       | Beschreibung |
| 0                | 0                | a                | b                | c                | 00   | 0abc     | (0-7)    | Ziffer bis 7    |              |
| 0                | 1                | a                | b                | c                | 01   | 0abc     | (0-7)    | Ziffer bis 7    |              |
| 1                | 0                | a                | b                | c                | 10   | 0abc     | (0-7)    | Ziffer bis 7    |              |
| 1                | 1                | 0                | 0                | c                | 00   | 100c     | (8-9)    | Ziffer größer 7 |              |
| 1                | 1                | 0                | 1                | c                | 01   | 100c     | (8-9)    | Ziffer größer 7 |              |
| 1                | 1                | 1                | 0                | c                | 10   | 100c     | (8-9)    | Ziffer größer 7 |              |
| 1                | 1                | 1                | 1                | 0                |      |          |          | ±Infinity       |              |
| 1                | 1                | 1                | 1                | 1                | NaN  |          |          |                 |              |

HinweisDas Vorzeichenbit von NaNs wird ignoriert. Das MSB des restlichen Exponenten bestimmt, ob das NAN quiet oder signaling ist.
| DPD kodierter Wert | DPD kodierter Wert | DPD kodierter Wert | DPD kodierter Wert | DPD kodierter Wert | DPD kodierter Wert | DPD kodierter Wert | DPD kodierter Wert | DPD kodierter Wert | DPD kodierter Wert |      | Dezimalziffern | Dezimalziffern | Dezimalziffern    | Dezimalziffern                           | Dezimalziffern |
| b9                 | b8                 | b7                 | b6                 | b5                 | b4                 | b3                 | b2                 | b1                 | b0                 | d2   | d1             | d0             | Kodierter Wert    | Beschreibung                             |                |
| a                  | b                  | c                  | d                  | e                  | f                  | 0                  | g                  | h                  | i                  | 0abc | 0def           | 0ghi           | (0–7) (0–7) (0–7) | drei Ziffern bis 7                       |                |
| a                  | b                  | c                  | d                  | e                  | f                  | 1                  | 0                  | 0                  | i                  | 0abc | 0def           | 100i           | (0–7) (0–7) (8–9) | zwei Ziffern bis 7, eine größer 7        |                |
| a                  | b                  | c                  | g                  | h                  | f                  | 1                  | 0                  | 1                  | i                  | 0abc | 100f           | 0ghi           | (0–7) (8–9) (0–7) | zwei Ziffern bis 7, eine größer 7        |                |
| g                  | h                  | c                  | d                  | e                  | f                  | 1                  | 1                  | 0                  | i                  | 100c | 0def           | 0ghi           | (8–9) (0–7) (0–7) | zwei Ziffern bis 7, eine größer 7        |                |
| g                  | h                  | c                  | 0                  | 0                  | f                  | 1                  | 1                  | 1                  | i                  | 100c | 100f           | 0ghi           | (8–9) (8–9) (0–7) | eine Ziffer bis 7, zwei Ziffern größer 7 |                |
| d                  | e                  | c                  | 0                  | 1                  | f                  | 1                  | 1                  | 1                  | i                  | 100c | 0def           | 100i           | (8–9) (0–7) (8–9) | eine Ziffer bis 7, zwei Ziffern größer 7 |                |
| a                  | b                  | c                  | 1                  | 0                  | f                  | 1                  | 1                  | 1                  | i                  | 0abc | 100f           | 100i           | (0–7) (8–9) (8–9) | eine Ziffer bis 7, zwei Ziffern größer 7 |                |
| ?                  | ?                  | c                  | 1                  | 1                  | f                  | 1                  | 1                  | 1                  | i                  | 100c | 100f           | 100i           | (8–9) (8–9) (8–9) | drei Ziffern größer 7                    |                |

HinweisDa im Gegensatz zur Binärdarstellung (in der durch Normalisierung und Weglassen des MSBs eine Normalisierung erzwungen wird), keine Normalisierung erzwungen wird und die Ziffer 0 als höchstwertige Ziffer verfügbar ist, sind Zahlen nicht eindeutig kodierbar.

### Dezimale Gleitkommazahlen in der Praxis
Die Probleme von dezimalen Gleitkommazahlen sind unter anderem:
- Sowohl im Binär- wie im Dezimalformat sind die meisten Zahlen nicht präzise darstellbar. Nach wenigen Rechenschritten sind die meisten Berechnungen unpräzise. Eine Währungsumrechnung oder das Abziehen der Umsatzsteuer reicht aus.
- Für die meisten angegebenen Probleme gibt es einfachere und gleichzeitig leistungsfähigere Lösungen. Für Finanzaufgaben steht unter .NET z. B. der Datentyp System.Decimal zur Verfügung, der Ganzzahlen mit Beträgen bis 79.228.162.514.264.337.593.543.950.335 exakt darstellen kann.
- Sie stellt eine weitere Fehlerquelle für Hardware (zusätzliche Logik) und Software (Konvertierfehler) dar.

Die Ergebnisse sind:
- Dezimale Gleitkommazahlen sind standardisiert, aber auch nach 15 Jahren nicht in fester Hardware verfügbar. Man kann sie in Software, in FPGAs und in ASICs implementieren, aber selbst darüber halten sich die Publikationen in Grenzen und sind meist auf Addition und Subtraktion beschränkt.
- Die Dezimalformate werden hauptsächlich von der Finanzwirtschaft gefordert, aber sobald man genauer hinschaut, nicht benötigt. Festkommadarstellungen auf Basis der kleinsten Verrechnungseinheit und 64-Bit-Ganzzahlen decken gegenüber Decimal64 einen 922-fach so großen Wertebereich exakt ab (−92.233.720.368.547.758,08...+92.233.720.368.547.758,07 gegenüber −99.999.999.999.999,99...+99.999.999.999.999,99). Sie können allerdings keine noch größeren Werte mit dann verminderter Genauigkeit darstellen noch können sie kleinere Beträge genauer darstellen.

Sinnvoll sind sie:
- uneingeschränkt als Austauschformate, wenn die genaue Repräsentation von Dezimalwerten erforderlich ist.

Hier prallen zwei gegensätzliche Standpunkte aufeinander.
- Auf der einen Seite werden die Speicher-, Rechenzeit- und Kosten-Vorteile, sowie die gleichmäßigere Zahlenverteilung eines dualen Formates herausgestellt.
- Auf der anderen Seite wird argumentiert, dass exakte Ergebnisse (meist sind Ergebnisse wie bei Handrechnungen gemeint) nur mit Dezimalarithmetik möglich sind und in Zeiten schneller Prozessoren und billiger Speicher die Nachteile nicht mehr ins Gewicht fallen.

William Kahan hat behauptet, dass duale Arithmetik in Zukunft kaum noch eine Rolle spielen wird.

“Why is decimal floating-point hardware a good idea anyway? Because it can help our industry avoid errors designed not to be found.”

„Warum ist dezimale Gleitkommahardware auf jeden Fall eine gute Idee? Weil sie unserer Industrie hilft, die Fehler zu vermeiden, die verfahrensbedingt nicht gefunden werden können.“

Er übersieht dabei aber, dass
- gepackte Dezimalformate zusätzliche Chipfläche benötigen, eine geringere Effizienz aufweisen und langsamer sind.
- Rechenleistung jeder Größenordnung neue Aufgabenbereiche eröffnet und es trotzdem immer wieder Aufgaben geben wird, für die sie nicht ausreicht.
- es niemals so viel Rechenleistung geben wird, dass man freiwillig auf diese verzichten würde.
- je komplexer die Rechnung, desto weniger interessiert es jemanden, ob diese dezimal exakt darstellbar ist. Nur wenigen auserwählten Zahlen wird die Ehre zuteil, von einem Menschen im Dezimalsystem eingetippt zu werden oder von einem Menschen im Dezimalsystem gelesen zu werden.